# János Fürst
János Fürst (ur. 8 sierpnia 1935 w Budapeszcie, zm. 3 stycznia 2007 w Paryżu) – węgierski dyrygent i koncertmistrz.
Studiował w renomowanej Akademii im. Ferenca Liszta w Budapeszcie, a następnie studiował w paryskim Konserwatorium Muzycznym, które ukończył z wyróżnieniem. Początkowo grał na skrzypcach.
W 1963 r. założył Irish Chamber Orchestra i wcielił w rolę dyrygenta, która stała się jego pasją i powołaniem życiowym. Debiutował w Londynie w 1972 r., a zyskując popularność i uznanie wystąpił z czołowymi brytyjskimi orkiestrami: London Symphony Orchestra oraz Royal Philharmonic Orchestra.
Przez wiele lat był głównym oraz muzycznym dyrygentem orkiestr w Malmö, Aalborgu, Dublinie, Marsylii, Winterthur oraz Orkiestry Filharmonii w Helsinkach.
W czasie swojej blisko trzydziestoletniej kariery, koncertował na całym świecie, przez 9 lat współpracował z Operą w Marsylii, a od 1997 r., pełnił funkcję profesora paryskiego Konserwatorium, na Wydziale Dyrygentury.
Zmarł po ciężkiej chorobie.